# Nő az ablakban (film)
A Nő az ablakban (eredeti cím: The Woman in the Window) 2021-ben bemutatott amerikai bűnügyi-thriller Joe Wright rendezésében. A forgatókönyvet A. J. Finn 2008-as azonos című regényéből Tracy Letts írta. A főszerepet Amy Adams, Gary Oldman, Jennifer Jason Leigh és Julianne Moore alakítja.

## Rövid történet
Anna Fox egyedül élő agorafóbiás gyermekpszichológus, aki magányában otthona ablakából figyeli a környéket és szomszédait. Amikor gyilkosság szemtanúja lesz, önálló nyomozásba kezd, miközben a képzelet és a valóság határa egybefolyik számára.

## Cselekmény
Anna Fox gyermekpszichológus egyedül él egy manhattani Brownstone- ban , miután elvált férjétől, Edwardtól; a lányukkal, Oliviával él, de a lány napi szinten beszél velük. Anna agorafóbiában szenved , és házhoz kötött állapota arra készteti, hogy egy második emeleti ablakból megfigyelje az összes szomszédját, beleértve a Russell családot is, aki nemrég költözött be az utca túloldalán. Emellett rengeteg gyógyszert iszik és sokat iszik.
Egy este Jane Russell meglátogatja Annát, és összebarátkoznak. Találkozik Ethan-nel, Jane tinédzser fiával is, aki azt sugallja, apja, Alistair bántalmazza. Egy éjszaka Anna szemtanúja lesz, ahogy Jane-t halálra késelték a nappaliban. Felveszi a kapcsolatot a rendőrséggel, de nem hisznek neki, azt állítja, hogy a családban mindenki jól van. Alistair "Jane"-nel együtt érkezik, aki Anna megdöbbenésére más nő, mint akivel találkozott. Kémkedni kezd a Russell család után.
Anna bérlője, David, aki a pincéjében él, azt állítja, hogy nem hallott vagy látott semmit, bár megtudja, hogy David egyszer börtönben volt, és megszegte a feltételes szabadlábra helyezést. Névtelen e-mailt kap az alvásáról készült fényképpel. Újra felveszi a kapcsolatot a nyomozókkal, akikhez csatlakoznak Russellék és David Anna házában, és Anna összetörik, amikor egy nyomozó felfedi, hogy Edward és Olivia egy autóbaleset következtében haltak meg, amit Anna véletlenül okozott. Anna emiatt agorafóbiás, és a gyógyszerei miatt hallucinációk támadtak, és olyan emberekkel beszélgetett, akik nincsenek ott.
Anna bocsánatot kér a Russell családtól, és abbahagyja a gyanúsítást. Videót rögzít a mobiltelefonján, és azt tervezi, hogy túladagolás miatt öngyilkos lesz. Aztán felfedez egy fényképet, amelyet a macskájáról készített, és egy borospohár tükörképében meglátja az eredeti Jane-t, ami bizonyítja, hogy ő az igazi. Anna megmutatja Davidnek a fényképet, és bevallja, hogy az eredeti Jane, akivel találkozott, egy Katie Melli nevű nő, Ethan biológiai anyja. Katie a Russell családot üldözte, és megpróbált közel kerülni Ethanhez. David megtagadja, hogy Annának segítsen bizonyítani az igazságot; ekkor hirtelen megtámadja és megöli Ethan, aki a házban lapult.
Ethan felfedi Annának, hogy ő ölte meg Katie-t, és sorozatgyilkos , mivel megölte Alistair titkárnőjét is Bostonban, most pedig Annát szándékozik megölni. Egész héten beengedte magát a házába egy lopott kulccsal, és ő készítette a fotót az alvóról. Anna a tetőre menekül, ahol addig harcolnak, amíg a tetőablakon keresztül a halálba löki Ethant.
Miközben Anna felépül a kórházban, Little nyomozó meglátogatja, és elmondja neki, hogy letartóztatták Alistairt és Jane-t, amiért segítettek Ethannek leplezni Katie meggyilkolását, és megtalálták Katie holttestét. Little bevallja, hogy megnézte Anna öngyilkossági videóját, de visszaadja a telefonját, hogy törölhesse, mielőtt bizonyítékként vissza kell adnia. Bocsánatot kér, amiért nem hitt neki.
Kilenc hónappal később Anna, aki már józan és egészséges, elbúcsúzik a házától, mielőtt elköltözik, és folytatja életét, most már nem fél a külvilágtól.

## Szereplők
| Szerep           | Színész              | Magyar hang         |
| ---------------- | -------------------- | ------------------- |
| Dr. Anna Fox     | Amy Adams            | Ruttkay Laura       |
| Alistair Russell | Gary Oldman          | Sztarenki Pál       |
| Edward "Ed" Fox  | Anthony Mackie       | Varga Gábor         |
| Ethan Russell    | Fred Hechinger       | Major Erik          |
| David Winters    | Wyatt Russell        | Mészáros Béla       |
| Little nyomozó   | Brian Tyree Henry    | Gémes Antos         |
| Jane Russell     | Jennifer Jason Leigh | Hámori Eszter       |
| Katherine Melli  | Julianne Moore       | Nagy-Kálózy Eszter  |
| Norelli nyomozó  | Jeanine Serralles    | Ligeti Kovács Judit |
| Olivia Fox       | Mariah Bozeman       | Engel-Iván Lili     |
| Bina             | Liza Colón-Zayas     |                     |
| Anna terapeutája | Tracy Letts          | Berzsenyi Zoltán    |

## Háttér és forgatás
2016 szeptemberében a Fox 2000 megszerezte a jogokat, A.J. Finn azonos című regénye alapján készülő filmmel kapcsolatban. 2018 márciusában bejelentették, hogy Joe Wright rendezi meg a filmet, Tracy Letts forgatókönyve alapján. Scott Rudin és Eli Bush lettek a film producerei. 2018 áprilisában Amy Adams csatlakozott a filmhez, mint főszereplő. 2018 júliusában Julianne Moore, Wyatt Russell, Gary Oldman és Brian Tyree Henry csatlakozott a szereplőgárdához. 2018. augusztusban Fred Hechinger és Anthony Mackie csatlakozott a film szereplőihez.
A film forgatása 2018. augusztus 6-án kezdődött New York Cityben, és 2018. október 30-án fejeződött be.

## Megjelenés
A Nő az ablakban című filmet eredetileg 2019. október 4-én adta volna ki a 20th Century Studios. Azonban július 9-én áttették a filmet 2020-ra, és a Disney több alakítást végzett a filmen, mert a közönség nagyja negatívan reagált a filmre. A film tervek szerint 2020. május 15-én mutatkozott volna be, de a Covid19-pandémia miatt határozatlan időre elhalasztották és a film forgalmazási jogait várhatóan a Netflix veszi át.
Ez volt az utolsó film, amely a Fox 2000 Pictures alatt jelent meg, miután a The Walt Disney Company megszüntette a 21th Century Fox által megvásárolt céget.

## Fordítás
- Ez a szócikk részben vagy egészben  a   The_Woman_in_the_Window_(2021_film) című angol Wikipédia-szócikk fordításán alapul.  Az eredeti cikk szerkesztőit annak laptörténete sorolja fel. Ez a jelzés csupán a megfogalmazás eredetét és a szerzői jogokat jelzi, nem szolgál a cikkben szereplő információk forrásmegjelöléseként.